# David Barnea
David " Dadi " Barnea (em hebraico: דוד (דדי) ברנע  ; Ascalão, 29 de março de 1965) é um chefe de inteligência israelense servindo como o atual diretor do Mossad, tendo assumido o cargo de Yossi Cohen em junho de 2021.

## Biografia
Barnea nasceu em Ascalão e cresceu em Rishon Lezion. Seu pai, Joseph Brunner, fugiu com sua família da Alemanha nazista e imigrou para Israel aos três anos de idade. Joseph formou-se na Yeshivá Hapoel HaMizrachi em Bnei Brak e ingressou no Palmach aos 16 anos. Ele lutou no Terceiro Batalhão da organização em Nabi Yusha e Safed e depois serviu como oficial com a patente de Tenente-Coronel na Força Aérea Israelense. Sua mãe, Naomi, nasceu a bordo do SS Patria e trabalhou como professora e diretora de escola.
Barnea estudou no internato militar para comando em Tel Aviv,⁣ e alistou-se nas Forças de Defesa de Israel em 1983. Ele fez serviço militar na Unidade de Reconhecimento do Estado-Maior Geral (Sayeret Matkal). Mais tarde, ele estudou nos Estados Unidos, onde obteve um diploma de bacharel pelo Instituto de Tecnologia de Nova York e um MBA pela Universidade Pace. Depois, trabalhou como gerente de negócios em um banco de investimentos em Israel.

## Carreira
Em 1996, Barnea se juntou ao Mossad. Ele serviu na Divisão Tzomet, comandando unidades operacionais em Israel e no exterior. Por dois anos e meio, ele atuou como vice-chefe da Divisão Keshet, encarregada de infiltrar e monitorar alvos. Em 2013, foi nomeado chefe da Divisão Tzomet. Em junho de 2021, ele foi nomeado chefe do Mossad.
Após o início da guerra de Gaza, Barnea pressionou por um acordo com o Hamas para garantir a libertação dos reféns israelenses . Em 9 de novembro de 2023, Barnea se encontrou com o diretor da CIA, William J. Burns, e o primeiro-ministro do Catar, Mohammed bin Abdulrahman al-Thani, em Doha. Foram discutidas as possibilidades de um cessar-fogo e a libertação de reféns. Barnea também foi incluído nas negociações entre o presidente dos Estados Unidos, Joe Biden, e o primeiro-ministro Benjamin Netanyahu a respeito da libertação de reféns. Barnea prevaleceu contrário às propostas de Netanyahu, que há muito preferia uma solução puramente militar.

## Vida pessoal
Barnea é casado e e tem quatro filhos. Um dos seus irmãos é Haredi.